# 7586 Bismarck
7586 Bismarck este o planetă minoră (asteroid), cu un diametru de 12,485 km, din centura de asteroizi. A fost descoperită pe 13 septembrie 1991 la Thüringer Landessternwarte Tautenburg⁠(d) de Lutz D. Schmadel și a fost numită după Otto von Bismarck. 
Obiectul prezintă o orbită caracterizată de o semiaxă mare de 2,7826611 UAi, o excentricitate de 0,19, o înclinație de 6,86244 ° în raport cu ecliptica.